# استر شواینس
استر شواینس (انگلیسی: Esther Schweins؛ زادهٔ ۱۸ آوریل ۱۹۷۰) یک هنرپیشه، و مجری اهل آلمان است.